# كلية بغداد للعلوم الطبية
كلية بغداد للعلوم الطبية (كلية بغداد للصيدلة "سابقاً")، إحدى كليات التعليم الأهلي في بغداد، بالعراق.

## الأقسام
تضم قسم الصيدلة (أستحدث سنة 2000) وقسم التمريض (أستحدث سنة 2018).

## حول الكلية
هي كلية أهلية معترف بها من قبل وزارة التعليم العالي والبحث العلمي، تأسست في بغداد عام 2000 من قبل نقابة صيادلة العراق والتي كانت تضم في أول تأسيسها  قسم واحد فقط وهو قسم الصيدلة. يهدف القسم إلى تطوير التعليم الصيدلاني بما يؤمن توظيف العلوم الصيدلانية لخدمة المجتمع من خلال اعداد كوادر صيدلانية مؤهلة مهنيأ وعلمياً. مدة الدراسة في قسم الصيدلة هي خمس سنوات للحصول على درجة بكلوريوس علوم صيدلة من ضمنها التدريب العملي في المستشفيات والمؤسسات الصحية والصيدليات الاهلية. يوجد بالكلية 30 عضواً أكاديمياً حاصلين على دكتوراه وماجستير في مختلف التخصصات الصيدلانية. وقد تخرجت الدفعة الأولى المكونة من 71 خريجاً في العام الدراسي 2004-2005. وتم استحداث فروع القسم منذ بداية التأسيس وهي كالاتي فرع الصيدلانيات، فرع الكيمياء الصيدلانية والعقاقير وفرع العلاجات والصيدلة السريرية. كانت الكلية تشغل مبنى مؤقتاً ملحقاً بدار التمريض بمنطقة باب المعظم قرب كلية الطب جامعة بغداد، في العام 2006 تم تحول الكلية إلى بناية وزارة الاوقاف سابقاً.
في تاريخ 10 أكتوبر 2018 أستحدثت الكلية قسم التمريض للعام الدراسي 2018-2019 للدراسة الصباحية سعياً من الكلية للمساهمة في اعداد كوادر تمريضية قادرة على المساعدة في المؤسسات الطبية. وبذلك تحول اسم الكلية من كلية بغداد للصيدلة إلى كلية بغداد للعلوم الطبية وتسعى الكلية في خطة مستقبلية لفتح تخصصات أخرى في المجال الطبي كأستحداث قسم الطب البشري والدراسات العليا في الكلية.
ونتيجة للتوسع في مقاعد القبول وفتح قسم التمريض تم بناء بناية جديدة للكلية متكونة من ستة طوابق تحتوي على قاعات واسعة ومختبرات حديثة مجهزة بأحدث الاجهزة المختبرية إضافة إلى سرداب ليكون كراج للسيارات وبأحدث التصاميم الهندسية ونادي كبير ومكتبة مجهزة بأحدث الكتب العلمية.